# Renate Will

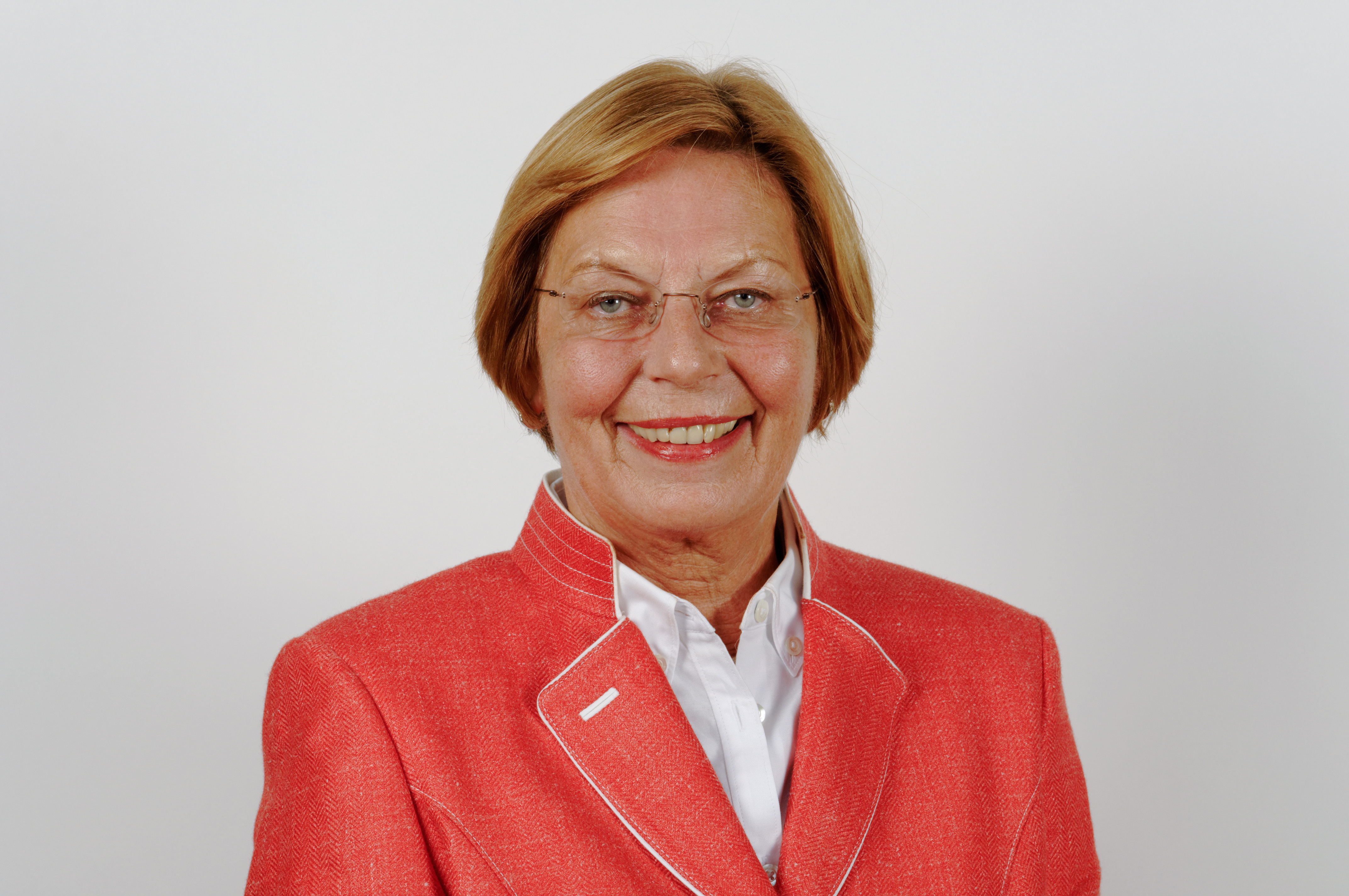
Renate Will (2012)

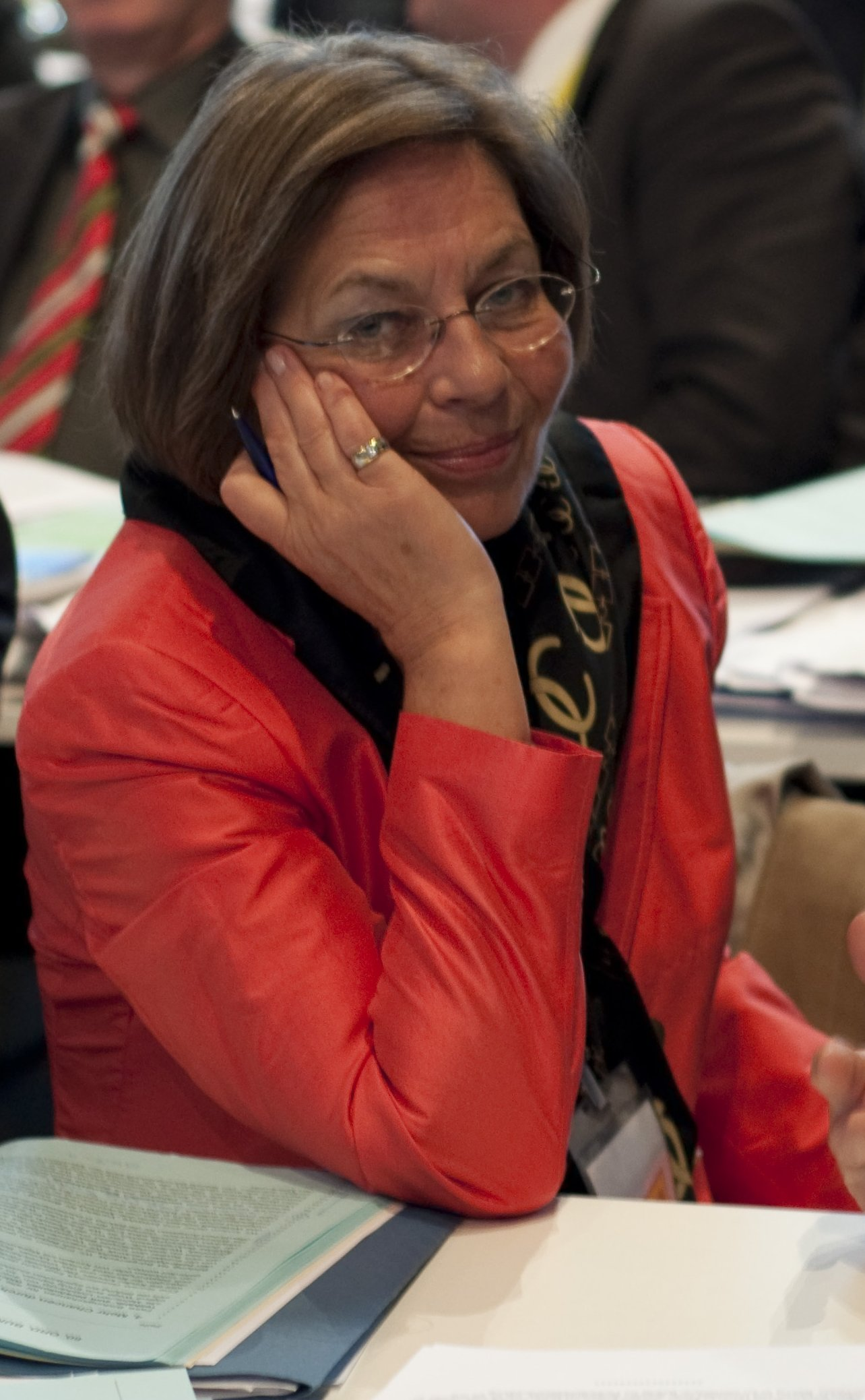
Renate Will.

Renate Will (* 27. April 1947 in Neustadt am Kulm) ist eine deutsche Politikerin der FDP und war 2008 bis 2013 Abgeordnete im Bayerischen Landtag und die bildungspolitische Sprecherin der FDP-Fraktion im Bayerischen Landtag.

## Leben
Nach ihrer Schulzeit in Bayreuth studierte sie in München und Erlangen Englisch und Französisch, während des Studiums erfolgten zwei einjährige Auslandsaufenthalte im Vereinigten Königreich und Frankreich.
Renate Will war seit 1972 bis zu dessen Tod mit Wolfgang Will (1944–2016), Rechtsanwalt und Gemeinderat der Gemeinde Vaterstetten, verheiratet und hat drei Kinder.
Drei Jahre lang war sie im Münchner Fremdenverkehrsamt tätig und wechselte 1975 zur Volkshochschule. Von 2008 bis 2013 war sie Mitglied des Bayerischen Landtags.

## Politische Aktivitäten

### Partei
Renate Will ist seit 1978 Mitglied der FDP. Von 1986 bis 1990 leitete sie als Vorsitzende den Kreisverband Ebersberg. 1993 bis 2011 war sie Mitglied im FDP-Landesvorstand Bayern und von 2000 bis 2011 stellvertretende Landesvorsitzende der FDP Bayern. Von 1999 bis 2003 war sie Vorsitzende des Bezirksverbands Oberbayern und bildungspolitische Sprecherin des FDP-Landesverbands Bayern. Von 2005 bis 2008 wirkte sie als Hauptgeschäftsführerin des Landesverbandes.

### Öffentliche Ämter
Renate Will war von 1990 bis 2020 Kreistagsmitglied in Ebersberg, von 1990 bis 1992 war sie Gemeinderätin in Zorneding. Im November 2015 folgte sie ihrem Ehemann, der sein Mandat aus Altersgründen niedergelegt hatte, als Gemeinderätin in Vaterstetten nach; bei der Kommunalwahl 2020 wurde sie wiedergewählt und ist Referentin für den Bereich Schulen.
2003 kandidierte sie erfolglos für den bayerischen Landtag. Bei der Landtagswahl 2008 kandidierte sie als Direktkandidatin im Stimmkreis Starnberg und wurde über die Bezirksliste Oberbayern in den Landtag gewählt. Sie war Mitglied im Ausschluss für Bildung, Jugend und Sport und engagierte sich besonders für Inklusion an Schulen, wobei sie in der interfraktionellen Arbeitsgruppe zur Umsetzung der Inklusion an Schulen ihre Fraktion vertrat. Sie war Vertreterin des Bayerischen Landtags im Rundfunkrat des Bayerischen Rundfunks und im Parlamentarischen Beirat der Bayer. Landeszentrale für politische Bildung. Nachdem die FDP bei der Landtagswahl in Bayern 2013 die Fünf-Prozent-Hürde nicht überwinden konnte, schied sie aus dem Landtag aus.
Renate Will gehört dem Vorstand der Thomas-Dehler-Stiftung an und ist Mitglied im Beirat des integrativen Derksen-Gymnasiums. 
Sie war Mitglied des Bayerischen Landesfrauenrats, des Beirats des Kolping-Bildungswerks Bayern e. V. und des Special-Olympics-Freundeskreises. 1978 war sie Mitgründerin und bis 1986 Vorsitzende des Vereins für Vorschulpädagogik auf dem Lande, Zorneding e. V.